# オニックス・コルテス
オニックス・コルテス（Onix Cortés Aldama 1988年12月12日 - ）はキューバのハバナ出身の柔道選手。階級は70kg級。

## 人物
2006年の世界ジュニア63kg級で優勝を飾った。2007年に階級を70kg級に上げた。2011年の世界選手権では3回戦で日本の田知本遥を破るが、その後敗れて5位に終わった。パンナム選手権とパンアメリカン競技大会では優勝を果たした。2012年のロンドンオリンピックでは初戦で田知本に敗れた。2013年の世界選手権では初戦で田知本に勝つが、3回戦で敗れた。世界団体では3位になった。世界選手権では準々決勝で敗れるが、敗者復活戦を勝ち上がって3位になった。

## 主な戦績
63kg級での戦績
- 2006年 - 世界ジュニア　優勝
- 2007年 - ベルギージュニア国際　優勝
- 2007年 - ドイツ国際　3位

70kg級での戦績
- 2007年 - パンナム選手権　3位
- 2007年 - パンアメリカン競技大会　5位
- 2010年 - ベルギー国際　優勝
- 2010年 - パンナム選手権　3位
- 2010年 - ワールドカップ・サンパウロ　優勝
- 2010年 - ワールドカップ・マルガリータ島　優勝
- 2011年 - パンナム選手権　優勝
- 2011年 - グランドスラム・リオデジャネイロ　5位
- 2011年 - 世界選手権　5位
- 2011年 - パンアメリカン競技大会　優勝
- 2012年 - ベルギー国際　優勝
- 2012年 - ワールドカップ・ブダペスト　2位
- 2012年 - グランプリ・デュッセルドルフ　3位
- 2012年 - パンナム選手権　2位
- 2012年 - ワールドカップ・マイアミ　優勝
- 2012年 - グランドスラム・東京　5位
- 2013年 - ベルギー国際　3位
- 2013年 - パンナム選手権　2位
- 2013年 - ワールドマスターズ　5位
- 2013年 - グランプリ・マイアミ　2位
- 2013年 - ユニバーシアード　3位
- 2013年 - 世界団体　3位
- 2014年 - 世界選手権　3位
- 2016年 - パンナムオープン・ブエノスアイレス　優勝
- 2018年 -　パンナム選手権　3位

(出典、JudoInside.com)